# Holley Fain
Holley Fain (Leawood, 28 de agosto de 1981) es una actriz estadounidense, reconocida por sus papeles como Julia Canner en Grey's Anatomy y Maureen van der Bilt en Gossip Girl. En el mundo del teatro, Fain es conocida por interpretar los papeles de Daphne Stillington y Ruth Kelly en las producciones de Broadway Present Laughter y Harvey, respectivamente.

## Filmografía

### Cine y televisión
| Año     | Título                         | Papel                | Notas       |
| ------- | ------------------------------ | -------------------- | ----------- |
| 2006    | 3 lbs                          | Rachel               | 1 episodio  |
| 2007    | Law & Order: Criminal Intent   | Stacey               | 1 episodio  |
| 2007    | One Night                      | Emily                |             |
| 2009    | Lipstick Jungle                | Angie Wilson         | 1 episodio  |
| 2009    | Gossip Girl                    | Maureen van der Bilt | 6 episodios |
| 2010    | The Good Wife                  | Shaina Whitmore      | 1 episodio  |
| 2010    | Law & Order: Criminal Intent   | Angela Caldera       | 1 episodio  |
| 2010    | Memphis Beat                   | Sra. Austin          | 1 episodio  |
| 2011    | The Mentalist                  | Francine Trent       | 1 episodio  |
| 2011    | Childrens Hospital             | Interna              | 1 episodio  |
| 2011–12 | Grey's Anatomy                 | Dra. Julia Canner    | 5 episodios |
| 2012    | The Frontier                   | Joanna Hale          | Piloto      |
| 2012    | Forgetting the Girl            | Denise Gilcrest      |             |
| 2013    | Monday Mornings                | Kara Bishop          | 1 episodio  |
| 2013    | Drop Dead Diva                 | Wendy Berg           | 1 episodio  |
| 2013    | CSI: Crime Scene Investigation | Nadine Bradley       | 1 episodio  |
| 2013    | NCIS                           | Audrey Daly          | 1 episodio  |
| 2015    | The Astronaut Wives Club       | Marilyn Lovell       | 3 episodios |
| 2016    | Major Crimes                   | Claire Branson       | 1 episodio  |
| 2016    | Elements of Matter             | Lilly Kent           |             |